# George P. Smith
George P. Smith (ur. 10 marca 1941) – amerykański chemik, profesor Uniwersytetu Missouri, wspólnie z Gregorym P. Winterem laureat Nagrody Nobla w dziedzinie chemii w 2018 roku za zastosowanie metody prezentacji fagowej do peptydów i przeciwciał.